# Mormonia maestosa
Mormonia maestosa là một loài bướm đêm trong họ Noctuidae.